# Neuendorf 61 (Bennungen)

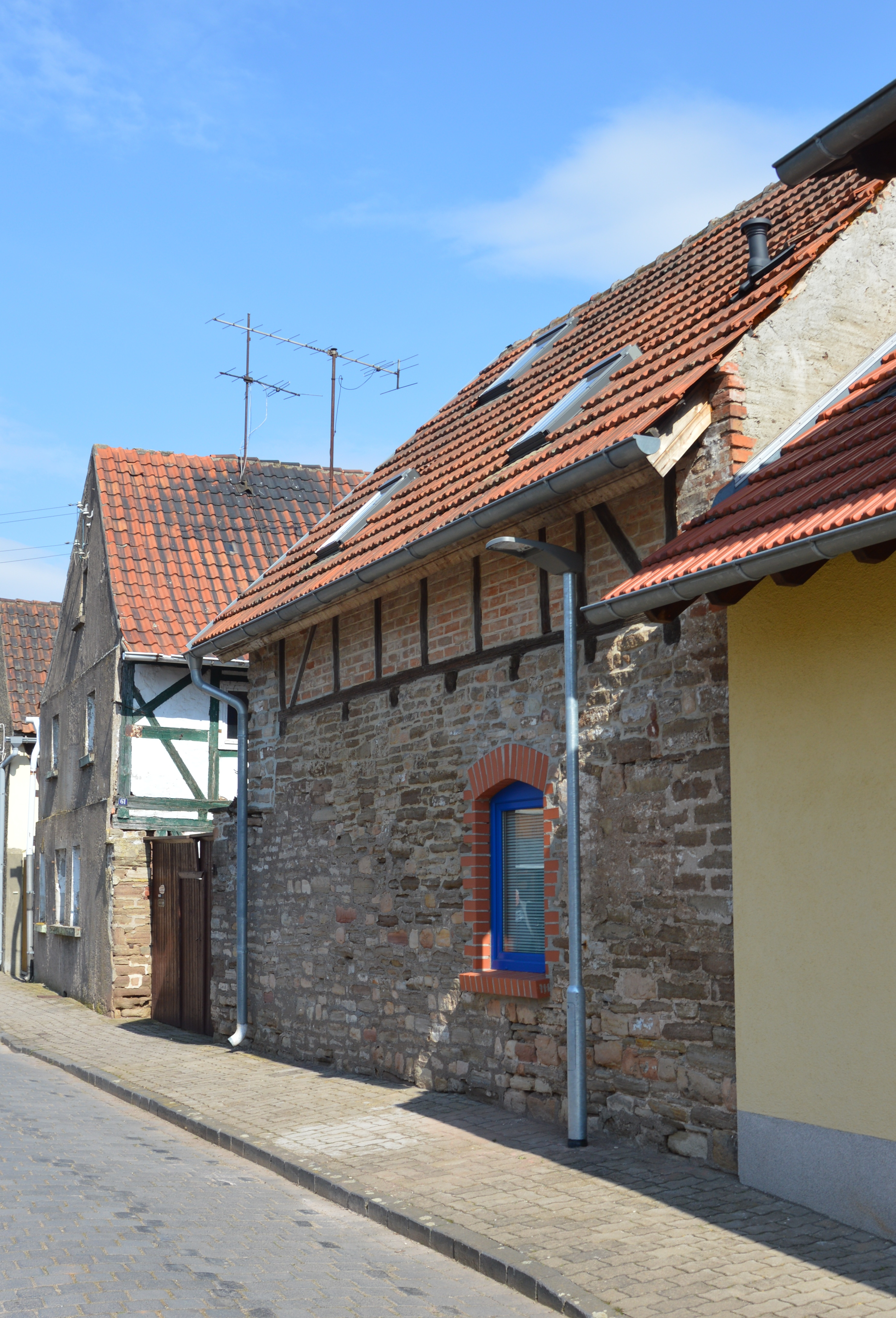
Neuendorf 61

Das Haus Neuendorf 61 ist ein denkmalgeschützter Bauernhof in Bennungen in der Gemeinde Südharz in Sachsen-Anhalt.

## Lage
Es befindet sich im östlichen Teil des Dorfes, auf der Ostseite der Straße Neuendorf. In der Vergangenheit bestand die Adressierung Neudorfstraße 61.

## Architektur und Geschichte
Der Bauernhof entstand in der Zeit zwischen 1800 und 1820 als mittelgroßer Dreiseitenhof. Die geschlossene Anlage ist inklusive mehrerer Nebengebäude erhalten. Sie wurde aus Bruchsteinen und in Fachwerkbauweise errichtet. Derzeit (Stand 2017) wird der Hof als Wohnhaus genutzt.
Im örtlichen Denkmalverzeichnis ist der Bauernhof seit dem 24. August 1995 unter der Erfassungsnummer 094 83396 als Baudenkmal verzeichnet. Er gilt als kulturell-künstlerisch sowie städtebaulich bedeutsam.